# Kędzierzyn-Koźle Zachodnie
Kędzierzyn-Koźle Zachodnie – stacja kolejowa położona w Kędzierzynie-Koźlu, zamknięta w latach 90. i przekształcona w przystanek osobowy, posterunek odgałęźny oraz ładownię.

## Ruch pasażerski
| Rok  | Wymiana pasażerska na dobę |
| ---- | -------------------------- |
| 2017 | 50-99                      |
| 2022 | 20-49                      |

Zlikwidowano rozjazdy w torach głównych zasadniczych od strony Katowic. Na stacji odgałęział się jednotorowy szlak do Baborowa. Szlak ten uległ zniszczeniu w wyniku powodzi w roku 1997. Podczas powodzi uległ zniszczeniu także dwutorowy szlak do Twardawy. Po powodzi przywrócono ruch po torze 2. 